# Die Dschungelhelden – Operation: Südpol
Die Dschungelhelden – Operation: Südpol ist ein 2011 erschienener und am 4. Mai 2012 auf Super RTL in Deutschland erstaufgeführter Animationstrickfilm. Der Protagonist wird von Dirk Bach synchrongesprochen.

## Handlung
Bei einer Pinguinkolonie am Südpol tauchen eines Tages Walrosse auf und fordern von den Pinguinen die Hälfte der Fische ein. Um ihrer Forderung Nachdruck zu verleihen, werfen sie ein Ei der Pinguine ins Wasser, das vom Südpol an den Strand eines Dschungels treibt. Dort schlüpft der Pinguin und wird von einer Tigerin großgezogen. Fortan malt sich der Pinguin „Maurice“ Streifen auf den Körper, um wie ein Tiger auszusehen, und erlernt das Kämpfen, was ihm den Namen „Tigerkrieger“ einbringt. Seine Freunde sind der Gorilla „Harry“, die Fledermaus „Flederike“, das singende Warzenschwein „Fränk oder Fred“, das Koboldäffchen „Grummel“, zwei giftige Frösche sowie ein Tigerfisch namens „Junior“, der von Maurice in einem Fischglas mitgeschleppt wird. Maurice versucht immer wieder, seinem „Sohn“, dem Tigerfisch das Kämpfen beizubringen, was zu lustigen Situationen führt.
Mittlerweile hat sich die Sage vom „Tigerkrieger“ bis zur südlichen Heimat verbreitet, wo die Pinguine Ping und Pong sich aufmachen, den Tigerkrieger zu suchen. Sie werden im Dschungel fündig und schaffen es, ihn und seine Freunde zum Südpol mitzunehmen. Ein erstes Aufeinandertreffen zwischen Maurice und den Walrossen endet mit einem Sieg der Walrosse. Wegen dieser Revolte fordern die Walrosse nun sämtliche Fische von den Pinguinen ein und nehmen als „Pfand“ sämtliche Eier der Pinguine mit. Sollten die Dschungelfreunde nicht in zwei Tagen verschwinden, würden sie die Eier nicht wiedersehen. Maurice kann seine Freunde bei einer Abstimmung dafür gewinnen (indem er einen traurigen Jungpinguin holt, der seine kleine Schwester, also ein Ei, verloren hat und der die ganze Zeit weint), die Mission fortzusetzen. Sie versuchen, die Walrosse mit falschen Eiern auszutricksen und die richtigen Eier wieder mitzunehmen, was auch gelingt. Außer dem kleinen Pinguin weiß kein Pinguin von dem Plan. Als die Helden am Morgen mit den echten Eiern zurückkommen, ist die Freude riesengroß und die Helden werden endlich akzeptiert. Der „Tigerkrieger“ trainiert die Pinguine und seine Freunde, und zusammen entwickeln sie einen Plan, um die am Abend kommenden Walrosse zu vertreiben.
Beim zweiten Aufeinandertreffen mit den Walrossen möchten diese erneut die Eier erbeuten – und als sie Maurice sehen, auch ihn und seine Freunde. Nun greift die gesamte Pinguinkolonie die Walrosse im Sturzflug an – wortwörtlich, denn sie hatten am Morgen Rampen gebaut. Anschließend tauchen die Pinguine ab, um die Walrosse ins Wasser zu locken, sodass beim Auftauchen die Walrosse in den engen Löchern steckenbleiben und von den Pinguinen fixiert werden und von dem schlagfreudigen Harry verprügelt werden. Jedoch kommt „Junior“ in die Gewalt des halbblinden Anführers der Walrosse. Ein weiteres Walross liefert sich einen Kampf mit Grummel. Dieser hätte fast verloren, jedoch wurde das Walross von Harry abgelenkt. Der folgende Kampf der Pinguine gegen die Walrosse geht erst einmal zugunsten der Pinguine sowie der Verbündeten aus dem Dschungel aus. Auch das Walross, das die echten Eier gesucht hat, wird geschlagen, weil es sich bei den beiden Giftfröschen (die stets bei Fränk in zwei Kokosnussschalen sitzen) einen Hautausschlag geholt hat.
Nun entbrennt ein Kampf des Walrosses, das Junior in seiner Gewalt hat, gegen Maurice. Maurice scheint zu unterliegen. Jedoch springt Junior aus dem Fischglas (ganz, wie es Maurice ihm beigebracht hatte), macht einen kleinen Kampfschrei (wie es sein Vater ihm beigebracht hatte), fliegt auf das nicht erblindete Auge des Walrosses und setzt es fürs Erste außer Gefecht. Maurice lässt sich dann nach dem Steinschleuderprinzip (mit Hilfe der Zungen der beiden Frösche) auf das Walross feuern, Junior landet wieder im Glas und Maurice sowie das Walross liegen unbeweglich auf der Eisfläche. Seine Verbündeten glauben, Maurice sei tot, und singen eine Art Gedenklied. Maurice wacht indes wieder auf und fragt verwundert: „Oh nein! Wer ist denn gestorben?“ Die Walrosse suchen das Weite, denn inzwischen haben die restlichen Pinguine die Walrosse in die Flucht geschlagen, und eine Siegesfeier beginnt, auf der die kleine Schwester des Jungpinguins schlüpft. Maurice und seine Dschungelfreunde verabschieden sich von der Pinguinkolonie und reisen in den Dschungel zurück.
Wieder im Dschungel, gehen alle wieder ihrem gewohnten Leben nach. Maurice lässt Junior aus dem Glas, damit er übungshalber gegen das Warzenschwein kämpfen kann. Junior nach Luft japsend, liegt wieder einmal im Sand, bis Maurice ihn ins Glas packt.
Zum Schluss legt sich Maurice mit einem Krokodil an und wird von diesem verprügelt. Dabei filmt ihn ein Kamerateam, das gleichzeitig ein Interview mit ihm führt. Nebenbei tätigt Maurice den Ausspruch „Papa muss der Damenhandtasche noch Manieren beibringen.“ und überwältigt das Krokodil.

## Figuren
- Maurice: Hauptfigur; Pinguin, der sich für einen Tiger hält; lebt im Dschungel, ist bekannt als „Tigerkrieger“
- Junior: Kleiner Tigerfisch; wird von Maurice überall mit hingeschleppt und trainiert; Maurice sieht ihn als seinen „Sohn“
- Harry: Großer Berggorilla; liebt es, andere Tiere zu verkloppen mit dem Spruch: „drauf haun, drauf haun, drauf haun“; Freund von Maurice
- Grummel: Kleines Koboldäffchen; immer schlecht gelaunt, weil es nie schlafen kann
- Fränk: Warzenschwein; redet nicht, sondern singt die ganze Zeit; träumt von einer Karriere als Sänger
- Frösche: Zwei Frösche, einer dick, einer dünn; der Dicke heißt Bob; der Dünne heißt Al; besitzen giftige Haut
- Flederike: Fledermaus; hat Höhenangst, fliegt deshalb nicht; verliebt sich in Grummel
- Ping und Pong: Pinguine vom Südpol; werden von Walrössern unterdrückt; Ping ist die ältere Schwester von Pong (Junge)
- „Kamerateam“: Filmt am Ende die Szene mit dem Krokodil und den Trailer

### Synchronisation
- Dirk Bach: Maurice

## Hintergrund
Die Handlung des Films lehnt sich an Die sieben Samurai von Akira Kurosawa an. Vergleichbar ist der Film mit Happy Feet und Madagascar. Eine DVD- und eine Blu-Ray des Films erschienen am 26. April 2012.
2013 wurde die Serie Die Dschungelhelden produziert. In dieser Serie wird Maurice von Michael Pan synchronisiert, nachdem Dirk Bach am 1. Oktober 2012 starb.